# كأس ألبانيا 1963–64
كأس ألبانيا 1963–64 (بالألبانية: Kupa e Republikës 1963-64‏) هو موسم من كأس ألبانيا. أشرف على تنظيمه اتحاد ألبانيا لكرة القدم، وفاز فيه بارتيزاني تيرانا.